# 柏木吉三郎
柏木 吉三郎（かしわぎ きちさぶろう、寛政11年（1799年） - 明治16年（1883年）以降）は、江戸時代の植木屋、本草学者。通称は吉三、橘三とも。名は富潤、義党。号は花園亭。江戸業平橋、駒込で植木屋を営み、一時期医学館、蕃書調所にも勤務した。

## 生涯

### 江戸時代
寛政11年（1799年）浅見喜寿の子として生まれ、文政後期兄喜康と共に植木屋柏木富長の養子となり、巣鴨本村から本所業平橋に移り、喜康と共に小野蕙畝に本草学を学んだ。
天保10年（1839年）には医学館の薬品会に出席したほか、嘉永元年（1848年）内山卯之吉と黒田斉清に植物鑑定を依頼するなど、飯室楽圃、前田利保等赭鞭会員とも交流を持ちながら本草学的思考を培った。
嘉永2年（1849年）には医学館番町薬園に住み込みで勤務しており、文久2年（1862年）伊藤圭介により蕃書調所物産方に引き抜かれ、駒込目赤不動前に移った。

### 明治時代
維新後も明治5年（1872年）74歳で田端与楽寺から道灌山まで採薬に出かけるなど、精力的に活動を続けた。明治9年（1876年）刊『東都高名鏡』には「鉢物師」として見え、住所は「駒込内海」（駒込浅嘉町）となっている。
明治11年（1878年）から栗本鋤雲が主幹した温知会に度々参加し、植物を出品した。明治12年（1879年）解散後も交流を続け、明治15年（1882年）11月13日には植木屋、本草家9名で開いた尚歯会に出席している。
没年については、明治16年（1883年）8月85歳で写生したヤマシロノキク図があるため、少なくともこれ以降である。
なお、門人大谷木醇堂の『醇堂漫筆』に「88歳で明治15年に没した」「明治初年88歳で没し、内山長太郎が大きく嘆息した」旨の記述があるが、明治15年（1882年）は誤りであり、仮に「88歳」に信を置いて明治19年（1886年）没とした場合、長太郎が明治16年（1883年）に没したことと矛盾する。

## 著作
- 『草木名鑑』
  - 東京国立博物館本 - 養父富長の遺稿を兄喜康と増補し、文政13年（1830年）夏成稿[2]。
  - 名古屋大学附属図書館伊藤文庫本 - 嘉永7年（1854年）養父の17回忌に改訂したもの[2]。
- 「倭種洋名鑑」 - 慶応2年（1866年）写[10]。
- 「漢名手引草紙」 - 嘉永6年（1853年）8月写[10]。
- 「木花雑品録」[10]
- 「草木画下書」 - 嘉永2年（1849年）、安政3年（1856年）写[10]。
- 「薬草木写真下画」[10]
- 「百合異花芭蕉画」[10]
- 「花物真写図記」 - 嘉永元年（1848年）、文久元年（1861年）写[10]。
- 「本草綱目雑説記」 - 小野蘭山『本草綱目啓蒙』の誤りを批判し、自説を披露する[11]。
- 『採薬録』 - 天保13年（1842年）～明治3年（1870年）写[10]。
- 『本草書残欠』[12]
- 『草木雑品録』 - 高知県立牧野植物園所蔵。明治7年（1874年）～明治16年（1883年）写[10]。
- 『亜墨利加草類図』 - 高知県立牧野植物園所蔵。文政10年（1827年）、元治元年（1864年）写[10]。

特記なければ東京国立博物館所蔵。

## 命名した花戸名
開国後、植木屋等は舶来した植物に独自の名称を付け、その一部は和名として定着した。
- 松葉牡丹（マツバボタン） - 吉三郎が松葉牡丹、内山長太郎が岩牡丹と名付け、最終的に吉三郎の命名が定着した[13]。
- 柳燕花（チドリソウ（英語版）） - 現在の和名は飛燕草[14]。
- 黄蝶花（ユリオプスデージー）[13]
- 柳葉姫菊（ヒメジョオン）[13]

## 柏木家
先祖は代々伊勢国亀山に住んで久太郎と称し、元禄頃葛飾郡木下川村に移住した。
- 養祖父：久太郎富益 - 元文頃業平橋に移り、植木屋を始めた[2]。
- 養父：久太郎富長 - 太田大洲に本草学を学んだ[2]。
- 実兄：粂次郎喜康 - 弟と柏木家に入り、小野蕙畝に本草学を学んだ[2]。文政11年（1828年）9月18日岩崎灌園にも入門している[15]。
- 嫡子：児郎富国[2]